# زنفلد
زنفلد (به آلمانی: Sennfeld) یک شهر در آلمان است که در بایرن واقع شده‌است.

## خصوصیات
زنفلد ۶٫۹۸ کیلومترمربع مساحت دارد ۲۱۴ متر بالاتر از سطح دریا واقع شده‌است.